# روماندي
روماندي، (بالإنجليزية: Romandy)‏، (الفرنسية: Romandie or Suisse romande)، هي الجزء الناطق بالفرنسية في غرب سويسرا. في عام 2018، كان حوالي 2.1 مليون شخص، أو 25.1 ٪ من سكان سويسرا، يعيشون في روماندي. يعيش معظم سكان روماند، في منطقة بحيرة ليمان، على طول بحيرة جنيف، التي تربط جنيف، كانتون فود، وكانتون فاليز.